# 梅克倫堡的保羅·腓特烈
梅克倫堡的保羅·腓特烈（德語：Paul Friedrich zu Mecklenburg，1852年9月19日—1923年5月17日），梅克倫堡-施威林大公腓特烈·法蘭茲二世的次子，母親是羅伊斯-科斯特利茨的奧古斯塔。

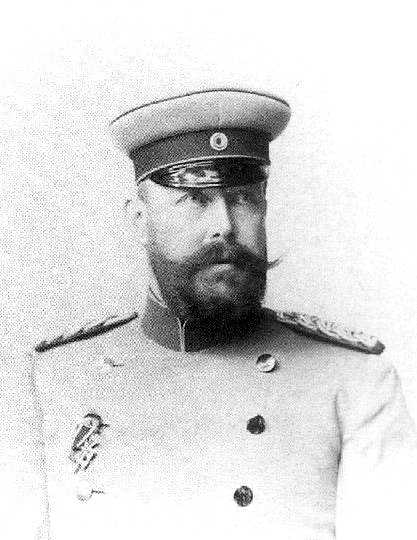

## 家庭
1881年，保羅·腓特烈與溫迪許-格拉茲的瑪麗結婚，兩人共有2子2女：
1. 保羅·腓特烈（英语：Duke Paul Frederick of Mecklenburg (1882–1904)）（1882年—1904年）
2. 瑪麗亞·路易絲（1883年—1887年），夭折
3. 瑪麗·安東妮（英语：Duchess Marie Antoinette of Mecklenburg）（1884年—1944年）
4. 海因里希·鮑爾溫（德语：Heinrich Borwin zu Mecklenburg）（1885年—1942年）